# 山名尚之
山名 尚之（やまな ひさゆき）は、室町時代後期から戦国時代にかけての武将・守護大名。伯耆国守護。

## 生涯
伯耆守護・山名豊之の子として誕生。
長享元年（1487年）11月7日、前将軍足利義政に太刀・折紙を献上したのが史料上の初見である。『蔭凉軒日録』、『鹿苑日録』によるとそれ以前は僧籍にあり、11月7日に還俗したという。この時に、当時将軍であった足利義尚（義政の子）から偏諱を受けて尚之と名乗ったものと思われる。また、『長享着到』には通称の「相模六郎」の名がみえることから義尚（のち義煕）の六角高頼征伐（同年9月に開始された長享・延徳の乱）にも参加したようである。
長享2年（1488年）頃に伯耆へ下向、翌延徳元年（1489年）正月に山名新九郎・小太郎の乱を鎮圧し、反守護勢力の駆逐を行った。尚之の被官衆については伯耆衆と呼ばれ、主に伯耆中部から西部にかけて基盤を持っていた国人達の名が見える。ただ、河村郡を始めとして尚之の支配が及びにくい地域も存在しており、その基盤は不安定であった。そのため、尚之が伯耆から離れていた明応2年（1493年）7月には再び戦乱が起こる事態へと発展し、一族の山名伊豆守が討死した。
尚之の消息は明応3年（1494年）9月24日を最後に途絶える。晩年の尚之は尼子経久の支援を受けた反守護勢力の山名澄之と守護職を巡って争っていたと言われ、この争いに敗れた尚之は永正3年（1506年）以前に没落した。没年は不明だが系図には「於八幡山生涯(害)」とあり、尚之の最期は澄之党によって殺害されたか、自刃に追い込まれたと考えられている。